# Bir al-Abed
Bir al-Abed és una ciutat egípcia de la Governació del Sinaí del Nord. El 24 de novembre de 2017 un atemptat hi deixà centenars de morts.